# Ломыж
Ломыж, Ломык — река в России. Исток и первый километр течения находятся в Сивинском районе Пермском крае, остальное течение — в Афанасьевском районе Кировской области. Устье реки находится в 14 км по левому берегу реки Ердва. Длина реки составляет 13 км.
Исток реки на Верхнекамской возвышенности в Пермском крае близ границы с Кировской областью в 7 км к юго-западу от деревни Центральная. Исток лежит на водоразделе, рядом берут начало верхние притоки реки Сивы. Река течёт на запад, вскоре после истока перетекает в Кировскую область, в нижнем течении поворачивает на север. Притоки — Большая Речка, Ломовая (левые). Впадает в Ердву у деревни Васенки (Гординское сельское поселение).

## Данные водного реестра
По данным государственного водного реестра России относится к Камскому бассейновому округу, водохозяйственный участок реки — Кама от истока до водомерного поста у села Бондюг, речной подбассейн реки — бассейны притоков Камы до впадения Белой. Речной бассейн реки — Кама.
Код объекта в государственном водном реестре — 10010100112111100000160.